# مرد بزرگ (فیلم ۱۹۹۰)
مرد بزرگ (به انگلیسی: The Big Man) فیلمی محصول سال ۱۹۹۰ و به کارگردانی دیوید لیلند است. در این فیلم بازیگرانی همچون لیام نیسون، جوآن ولی، بیلی کانلی، ایان بانن، هیو گرانت و کنی ایرلند ایفای نقش کرده‌اند.